# Andrew Jagaye Karnley
Andrew Jagaye Karnley (Jawajeh, 26 de abril de 1967) é um sacerdote liberiano e bispo de Cape Palmas.
Andrew Jagaye Karnley foi ordenado sacerdote em 9 de julho de 1995. Bento XVI nomeou-o Administrador Apostólico de Monróvia em 22 de fevereiro de 2005. Ele renunciou ao cargo em 15 de novembro de 2009. O Papa o nomeou Bispo de Cabo Palmas em 5 de janeiro de 2011.
O núncio apostólico na Libéria, Gâmbia e Serra Leoa, George Antonysamy, deu-lhe a consagração episcopal em 30 de abril do mesmo ano; Os co-consagradores foram Lewis Zeigler, arcebispo de Monróvia, e Boniface Nyema Dalieh, ex-bispo de Cape Palmas.